# Unfucked Pussy
Unfucked Pussy var en svensk konstnärsgrupp som bestod av Joanna Rytel och Fia-Stina Sandlund som arbetade med en form av politiska och feministiska konstaktioner och andra konstprojekt. Duon arbetade tillsammans från 1999 fram till och med 2003 då Rytel skapade den egna performancegruppen Oknullad fitta. Duon blev mest uppmärksammad för sin konstkupp under Fröken Sverige-tävlingen 2001 då de sprang upp på scenen, rullade ut en banderoll som det stod "Gubbslem" på och tryckte på överfallslarm. Ordet gubbslem har en dubbel betydelse då det också är en alg. En av deras sista aktioner skedde på Grammisgalan 2003 då de blev inbjudna av The Knife att ta emot bandets Grammis som bästa popgrupp 2003. Unfucked Pussy kom utklädda till gorillor med nummer 50 skrivet på dräkterna, som en protest mot den manliga dominansen inom musikindustrin.